# Armia „Warszawa”
Armia „Warszawa” – związek operacyjny Wojska Polskiego II RP improwizowany w czasie kampanii wrześniowej 1939.
Utworzona 8 września 1939 armia objęła załogę Warszawy gen. Waleriana Czumy (17 batalionów, 64 działa i 36 czołgów), Grupę Operacyjną gen. Juliusza Zulaufa (część 5 DP, 20 DP, 44 DP oraz 21 pp) oraz Grupę Operacyjną gen. Wiktora Thomméego. Dowództwo nad armią objął gen. dyw. Juliusz Rómmel.
W trzeciej dekadzie września w skład armii weszły też części Armii „Poznań” i „Pomorze” oraz odtworzona 13 DP.  Armia broniła Warszawy i Modlina do czasu podpisania kapitulacji.
Sztab armii mieścił się w budynku Sztabu Generalnego Wojska Polskiego przy ul. Rakowieckiej 4.

## Geneza i zadanie
3 września 1939 r. Minister Spraw Wojskowych generał Tadeusz Kasprzycki mianował komendanta Straży Granicznej generała Waleriana Czumę dowódcą obrony Warszawy przed spodziewanym atakiem niemieckim. Już od wczesnego rana 1 września miasto było ciągle pod atakiem samolotów Luftwaffe. Prezydent miasta Stefan Starzyński został jednocześnie mianowany komisarzem cywilnym obrony.
8 września generał Juliusz Rómmel, dowódca Armii „Łódź”, który po zbombardowaniu jego kwater stracił kontakt ze swoimi siłami, dojechał do miasta ze swoim sztabem. Szef Sztabu Sił Zbrojnych, generał Wacław Stachiewicz (wtedy już w Brześciu), mianował go komendantem Grupy Armii Warszawa, przekształconej później w Armię „Warszawa”, włączając do niej załogę obrony miasta oraz oddziały broniące się nad Narwią od Modlina po Zegrze, a także na Wiśle po Pilicę, wraz z Twierdzą Modlin. Tego samego dnia Naczelny Wódz, marszałek Edward Śmigły-Rydz, w piśmie kazał „(...) bronić się na skraju miasta naokoło, od zachodu i od wschodu, jak długo starczy amunicji i żywności, aby jak najwięcej sił nieprzyjaciela ściągać na Warszawę”.

## Działania
Jedynymi jednostkami, które gen. Czuma miał do dyspozycji w pierwszych dniach, były 4 bataliony artylerii przeciwlotniczej pod dowództwem płk. Kazimierza Barana i rozmaite oddziały ochotników, głównie strażacy i studenci uniwersyteccy, pod dyrekcją płk. Tadeusza Bogdanowicza i zastępcy prezydenta miasta Juliana Kulskiego. Artyleria składała się z 86 armat przeciwlotniczych typu Bofors 40 mm zbudowanych w Polsce, oraz karabinów maszynowych p-lot. W dodatku lotnicza Brygada Pościgowa (54 samoloty myśliwskie P-7 i P-11), pod dowództwem płk. pilota S. Pawlikowskiego, dała trochę osłony przeciwko atakom lotnictwa niemieckiego. Brygada pościgowa zestrzeliła 43 samoloty niemieckie i uszkodziła 20 samolotów; sama  straciła 38 samolotów.
5 i 6 września brygadę pościgową i 11 baterii artylerii przeciwlotniczej wycofano do Lublina, natomiast inne oddziały wojskowe cofające się przed naporem nieprzyjaciela weszły do Warszawy, głównie z Armii „Łódź”. 7 września 40 pułk piechoty „Dzieci Lwowskich”, który był w transporcie do Armii „Pomorze”, został oddany pod komendę gen. Czumy.
8 września oddziały niemieckiej 4 Dywizji Pancernej zaatakowały pozycje polskie na Ochocie, ale poniosły duże straty i przerwały natarcie. XVI Korpus Pancerny pojawił się w miejscowościach na południu miasta. 9 września polskie pozycje na Woli odepchnęły natarcie. Przez następne dni siły niemieckie naciskały na obronne pozycje ze wszystkich stron. Do Modlina cofały się z bitwy koło Mławy elementy 8 Dywizji Piechoty pod dowództwem płk. Teodora  Furgalskiego, głównie 32 pułk piechoty i artyleria.
10 września Armia „Poznań”, pod komendą gen. Tadeusza Kutrzeby, wsparta przez Armię „Pomorze”, uderzyła na północne skrzydło niemieckiej 8 Armii i zahamowała jej posuwanie się na Warszawę i środkową Wisłę. Kontratak niemiecki i mordercze bombardowanie odrzuciły siły polskie i wkrótce obie polskie armie zostały otoczone nad rzeką Bzurą. Przez osiem dni toczyła się zażarta bitwa nad Bzurą. W końcu gen. Kutrzeba i około 30 tysięcy polskich żołnierzy wywalczyli przejście przez Puszczę Kampinoską do Warszawy i Modlina. Gen. Kutrzeba został mianowany zastępcą komendanta Armii „Warszawa”.
13 września udało się oddziałom Grupy Operacyjnej „Piotrków” z Armii „Łódź”, pod dowództwem gen. bryg. Thommée przedrzeć się do Modlina. Gen. Thommée został mianowany przez gen. Rommla dowódcą Twierdzy Modlin. Tego samego dnia elementy 5 Dywizji Piechoty cofnęły się z rzeki Narwi na Pragę; dowódca dywizji gen. Juliusz Zulauf został mianowany dowódcą odcinka wschodniej obrony Warszawy. Inne elementy dywizji przedostały się do Modlina. Następnego dnia 20 Dywizja Piechoty została rozbita pod Dębem nad Narwią i elementy cofnęły się do Pragi. Siły niemieckie wtedy odcięły Warszawę od wschodu.
22 września siły niemieckie dotarły do Wisły odcinając obrońców Modlina od Warszawy. Bombardowanie z powietrza i przez artylerię wzmogło się, powodując wielkie straty wśród ludności cywilnej. Uszkodzenia w Stacji Filtrów spowodowały unieruchomienie wodociągu i brak wody do picia i gaszenia pożarów. Armia Czerwona zajęła wschodnią Polskę i dalszy opór stał się bezsensowny, pomimo tego że  Armia „Warszawa” posiadała wtedy około 120 tysięcy żołnierzy i jeszcze duże zapasy amunicji. Gen. Kutrzeba zaczął pertraktacje z dowództwem niemieckim 26 września, a 27 września, o godzinie 14 weszło w życie zawieszenie broni. 29 września wojska niemieckie wkroczyły do miasta, tego samego dnia poddała się Twierdza Modlin.

## Organizacja i obsada personalna Armii „Warszawa”
Organizacja Armii „Warszawa”
- dowództwo Armii „Warszawa”
- jednostki armijne
- Dowództwo Obrony Warszawy – gen. bryg. Walerian Czuma
  - Odcinek „Warszawa-Zachód” – płk dypl. Marian Porwit
  - Odcinek „Warszawa-Wschód” – płk Julian Janowski (od 15 IX gen. bryg. Juliusz Zulauf)
  - Zgrupowanie Kawalerii mjr. Józefa Juniewicza w Palmirach
  - batalion obrony mostów kpt. Antoniego Krzyżanowskiego
  - Załoga Cytadeli ppłk Witolda Komierowskiego (od 23 IX płk dypl. Jan Hyc)
  - odwód dowódcy Obrony Warszawy
- Komisariat Cywilny w Warszawie
  - Obrona Przeciwlotnicza (bierna)
  - Straż Obywatelska
  - Straż Ogniowa
  - Ochotnicze Bataliony Pracy
  - Stołeczny Komitet Samopomocy Społecznej
  - Polski Czerwony Krzyż
- dowództwo Obrony Modlina – płk Wacław Młodzianowski (od 9 IX gen. bryg. w st. spocz. Stanisław Oktawiusz Małachowski, od 12 IX gen. bryg. Wiktor Thommée)
- Grupa „Palmiry” – płk Julian Skokowski

Obsada personalna Dowództwa Armii „Warszawa”
Dowództwo
- dowódca – gen. dyw. Juliusz Rómmel
- zastępca dowódcy – gen. dyw. Tadeusz Kutrzeba (od 22 IX 1939)
- adiutant – por. Tadeusz Trapszo
- dowódca artylerii – płk Leonard Lubański

Sztab
- szef sztabu – płk dypl. Aleksander Pragłowski
- zastępca szefa sztabu – płk dypl. Stanisław Rola-Arciszewski
- szef Oddziału IV - ppłk dypl. kaw. Jan Bracławski-Herman
- dowódca łączności – ppłk Władysław Malinowski
- kwatermistrz – płk dypl. Jan Hyc (od 24 IX ppłk dypl. art. Marian Kułakowski)
- szef sanitarny – płk lek. dr Leon Strehl
- szef kolejnictwa – ppłk dypl. Władysław Picheta[6]

### „Warszawa-Zachód”
- 40 pułk piechoty „Dzieci Lwowskich” (ppłk Józef Kalandyk) – od 7 września.
- Legia Akademicka – złożona ze studentów uniwersyteckich.
- bataliony ochotników

Elementy Armii „Poznań”
- 25 Dywizja Piechoty (gen. Franciszek Alter) – przebiła się przez linie niemieckie 21 września.
- 14 pułk Ułanów Jazłowieckich (płk Edward Godlewski) – szarżą pod Wólką Węglową przebiła się 19 września[7].
- Podolska Brygada Kawalerii (płk Leon Strzelecki) – przebiła się przez linie niemieckie 20 września.
- Wielkopolska Brygada Kawalerii (gen. Roman Abraham) – przebiła się przez linie niemieckie 20 września.

Elementy Armii „Pomorze”
- 15 Dywizja Piechoty (gen. Zdzisław Przyjałkowski) – 1500 ludzi przebiło się przez linie niemieckie 22 września.
- Pomorska Brygada Kawalerii (płk Adam Bogoria-Zakrzewski) – resztki przebiły się przez linie niemieckie 20 września.

### „Warszawa-Wschód”
Elementy Armii „Modlin”
- część 5  Dywizji  Piechoty (gen. Juliusz Zulauf) – cofnęła się z linii nad Narwią 13 września.
- 20 Dywizja Piechoty (płk Wilhelm Andrzej Lawicz-Liszka) – przybyła z linii nad Narwią 15 września[8]
- 21 pułk piechoty „Dzieci Warszawy” (płk Stanisław Sosabowski) – oddzielony od 8 Dywizji Piechoty  21 września

### Twierdza Modlin
Dowódca: 5 do 14 września gen. Juliusz Zulauf; po 13 września gen. Wiktor Thommée
Elementy Armii „Modlin”
- 5 Dywizja Piechoty – niektóre jednostki cofnęły się z bitwy koło Dębe nad rzeką Narwią – 14 września
- 8 Dywizja Piechoty (płk Teodor Wiktor Furgalski) – resztki dywizji, głównie 32 pułk piechoty i kilka baterii artylerii – po 8 września

Elementy  Armii „Poznań” i Armii „Pomorze” resztki z  bitwy nad Bzurą, głównie 
- 56 pułk piechoty Wielkopolskiej – przebił się do Warszawy 22 września.

Elementy Armii „Łódź” – przybyły 13 i 14 września rozbite elementy następujących jednostek:
- 30 Dywizja Piechoty (gen. Leopold Cehak),
- 2 Dywizja Piechoty Legionów (płk  Antoni Staich)
- 28 Dywizja Piechoty (gen. Władysław Bończa-Uzdowski)
- Wołyńska Brygada Kawalerii (płk Julian Filipowicz)